# Napeogenes pyrrho
Napeogenes pyrrho är en fjärilsart som beskrevs av Druce 1876. Napeogenes pyrrho ingår i släktet Napeogenes och familjen praktfjärilar. Inga underarter finns listade i Catalogue of Life.